# Kopernica (Polen)
Kopernica is een plaats in het Poolse district  Chojnicki, woiwodschap Pommeren. De plaats maakt deel uit van de gemeente Chojnice en telt 60 inwoners.